# Noord-Korea op de Olympische Winterspelen 1972
Tijdens de Olympische Winterspelen van 1972, die in Innsbruck (Oostenrijk) werden gehouden, nam Noord-Korea voor de tweede keer deel.

## Deelnemers en resultaten

### Schaatsen
| Olympiër      | Discipline | Resultaat | Prestatie        |
| ------------- | ---------- | --------- | ---------------- |
| Choi Dong-Ok  | 1000 m (v) | 27e       | 1.36,67 (+5,27)  |
| Han Pil-Hwa   | 1000 m (v) | 12e       | 1.33,79 (+2,39)  |
| Han Pil-Hwa   | 1500 m (v) | 13e       | 2.25,64 (+4,79)  |
| Han Pil-Hwa   | 3000 m (v) | 9e        | 5.07,24 (+15,10) |
| Kim Bok-Sun   | 1500 m (v) | 12e       | 2.25,48 (+4,63)  |
| Kim Bok-Sun   | 3000 m (v) | 11e       | 5.07,93 (+15,79) |
| Kim Myeong-Ja | 1500 m (v) | 29e       | 2.32,55 (+11,70) |
| Kim Ok-Sun    | 3000 m (v) | 13e       | 5.09,69 (+17,55) |
| Tak In-Suk    | 500 m (v)  | 28e       | 55,80 (+12,47)   |
| Tak In-Suk    | 1000 m (v) | 20e       | 1.35,38 (+3,98)  |

Argentinië · Australië · België · Bondsrepubliek Duitsland · Bulgarije · Canada · Duitse Democratische Republiek · Filipijnen · Finland · Frankrijk · Griekenland · Groot-Brittannië · Hongarije · Iran · Italië · Japan · Joegoslavië · Libanon · Liechtenstein · Mongolië · Nederland · Nieuw-Zeeland · Noord-Korea · Noorwegen · Oostenrijk · Polen · Roemenië · Sovjet-Unie · Spanje · Taiwan · Tsjecho-Slowakije · Verenigde Staten · Zuid-Korea · Zweden · Zwitserland